# Кирил Калев
Кирил Калев е български експерт по комуникации, медии и коучинг, посланик на България в Австрия (1997 – 2001), директор на програма „Христо Ботев“ на БНР (2016 – 2020), автор и изпълнител на песни.

## Биография
Кирил Калев е роден на 18 ноември 1954 г. в София, в семейството на чл. кор. проф. д-р Любомир Калев и преподавателката по френски език Емилия Калева.
През 1979 г. завършва висшето си техническо образование в Техническия университет в Магдебург, Германия, а през 1985 г. защитава докторска дисертация по технологии в същия университет.
От 1979 до 1985 г. работи като научен сътрудник в Института по металознание на БАН. От 1986 до 1990 г. е редактор и журналист в редакция „Наука, техника, екология“ на програма „Христо Ботев“ на БНР. По това време е автор и водещ на многобройни научни и научнопопулярни радиопредавания. Сътрудничи и публикува материали в пресата. След демократичните промени през 1989 г. е предприемач и бизнес консултант в частната икономика.
През 1992 г. съвместно с Петър Пунчев, Константин Тилев и Бойчо Автов създава първото частно радио в България Радио FM+. До 1997 г. е негов изпълнителен директор.
От 1997 до 2001 г. е извънреден и пълномощен посланик на Република България в Република Австрия. За своята дипломатическа работа е отличен с „Голям почетен знак на лента за заслуги към Република Австрия“. През 1999 г. издава книгата „Традиция и бъдеще-120 години дипломатически отношения между България и Австрия“ на немски и български език (ISBN 3-9501088-1-5).
Кирил Калев е съосновател на различни професионални и публични организации, член е на Съюза на българските журналисти и Международната коучинг федерация (ICF), от 2014 до 2017 г. е председател на УС на ICF Bulgaria.
От 2013 г. до 2016 г. е хоноруван преподавател в Софийския университет „Св. Климент Охридски“ (Факултет по журналистика и масова комуникация). През 2007 и 2013 г. получава почетни грамоти от Министерството на културата за принос в развитието на българската култура.
От 18 юли 2016 г. до 30 юни 2020 г. е директор Програма „Христо Ботев“ на БНР. По негова идея, през 2017г., е създадена националната класация за българска поп и рок музика БНР Топ 20.
Кирил Калев е автор, продуцент и изпълнител на три албума: „Градът“ (1996), „Никога не е късно“ (2002) и „Back to the roots“ (2014).